# Prospekt informacyjny funduszu inwestycyjnego
Prospekt informacyjny funduszu inwestycyjnego – dokument prezentujący informacje na temat funduszu inwestycyjnego otwartego i specjalistycznego funduszu inwestycyjnego otwartego dotyczące m.in. praw uczestników funduszu, warunków zbywania i odkupywania jednostek uczestnictwa, polityki inwestycyjnej, ryzyka związanego z inwestowaniem w jednostki uczestnictwa, wysokości opłat i prowizji związanych z uczestnictwem w funduszu oraz podstawowe dane finansowe w ujęciu historycznym. Zawiera w szczególności statut funduszu.
Zasady tworzenia, w tym określenie koniecznych elementów prospektu informacyjnego w polskim systemie prawnym określone są w rozporządzeniu wykonawczym do ustawy o funduszach inwestycyjnych - w Rozporządzeniu Ministra Finansów z dnia 22 maja 2013 r. w sprawie prospektu informacyjnego funduszu inwestycyjnego otwartego oraz specjalistycznego funduszu inwestycyjnego otwartego oraz wyliczania wskaźnika zysku do ryzyka tych funduszy.